# Каза Понте (Павија)
Каза Понте је насеље у Италији у округу Павија, региону Ломбардија.
Према процени из 2011. у насељу је живело 193 становника. Насеље се налази на надморској висини од 411 м.